# Coronacollina acula
Coronacollina acula es un animal que vivió durante el período Ediacárico hace aproximadamente entre 560 a 550 millones de años.  Fue descubierto en unos yacimientos fósiles de Australia y es el primer animal precámbrico que se ha reconocido poseedor de un esqueleto.  Vivía en el fondo oceánico, se cree que carecía de locomoción y obtenía sus alimentos por filtarción, de forma similar a cómo lo obtienen las esponjas.  Se piensa que su cuerpo principal, en forma de cono truncado, era de unas dimensiones aproximadas de 3 a 5 centímetros del que partían unas espículas que medían alrededor de 20 a 40 centímetros de longitud.    Esta morfología es similar a Choia, una demosponja cónica con una corona de espículas largas que vivió durante el periodo Cámbrico, proporcionando nexos más directos entre la biota de Ediacara y el registro de los fósiles del Cámbrico.